# Gastrophryninae
Sous-famille
Synonymes
- Gastrophrynae Fitzinger, 1843
- Gastrophrynidae Fitzinger, 1843
- Gastrophrynini Fitzinger, 1843
- Engystomatidarum Boulenger, 1887

Les Gastrophryninae sont une sous-famille d'amphibiens de la famille des Microhylidae. Elle a été créée par le zoologiste autrichien Leopold Fitzinger en 1843.

## Répartition
Les espèces de cette sous-famille se rencontrent en Amérique.

## Liste des genres
Selon Amphibian Species of the World (19 juin 2014) :
- genre Arcovomer Carvalho, 1954
- genre Chiasmocleis Méhely, 1904
- genre Ctenophryne Mocquard, 1904
- genre Dasypops Miranda-Ribeiro, 1924
- genre Dermatonotus Méhely, 1904
- genre Elachistocleis Parker, 1927
- genre Gastrophryne Fitzinger, 1843
- genre Hamptophryne Carvalho, 1954
- genre Hypopachus Keferstein, 1867
- genre Myersiella Carvalho, 1954
- genre Stereocyclops Cope, 1870

## Publications originales
- Dubois, 2005 : Amphibia Mundi. 1.1. An ergotaxonomy of Recent amphibians. Alytes, vol. 23, p. 1-24.
- Fitzinger, 1843 : Systema Reptilium, fasciculus primus, Amblyglossae. Braumüller et Seidel, Wien, p. 1-106 (texte intégral).